# Bulbophyllum alagense
Bulbophyllum alagense là một loài phong lan thuộc chi Bulbophyllum.